# Arnay-sous-Vitteaux
Arnay-sous-Vitteaux település Franciaországban, Côte-d’Or megyében. Lakosainak száma 112 fő (2022. január 1.). Arnay-sous-Vitteaux Brain, Posanges, Sainte-Colombe-en-Auxois, Velogny, Villeferry, Dampierre-en-Montagne, Marcilly-et-Dracy és Marigny-le-Cahouët községekkel határos.

## Népesség
A település népességének változása:
| Lakosok száma | 183  | 170  | 160  | 128  | 109  | 109  | 111  | 111  | 113  | 112  |
|               | 1968 | 1982 | 1990 | 2006 | 2013 | 2015 | 2017 | 2019 | 2020 | 2022 |